# Canning Town (metrostation)
Canning Town is een station van de metro van Londen aan de Jubilee Line en de Docklands Light Railway.

## Geschiedenis
Op 14 juni 1847 opende de Eastern Counties and Thames Junction Railway een station met de naam Barking Road vlak ten zuiden van het punt waar de spoorlijn de weg kruiste. Het station in de parochie West Ham werd op 1 juli 1873 omgedoopt in Canning Town. In 1888 verving een nieuw station aan de Stephenson Street, ten noorden van de kruising, het station uit 1847. Dit station werd in de jaren zestig van de twintigste eeuw vervangen door nieuwbouw die tot 28 met 1994 bleef staan. Dit station werd bediend door de North Woolwich tak van de North London Line.

### Docklands
In 1981 werd besloten om de oude haventerreinen rond de West India Docks nieuw leven in te blazen en in 1982 werd ook toestemming gegeven voor een zakenwijk. Voor het openbaar vervoer werd de Docklands Light Railway (DLR) aangelegd op voormalige havensporen door de nieuwe wijk. Nadat de DLR in 1987 was geopend kwamen plannen voor de uitbreiding van het net naar het oosten. In 1990 volgde het besluit om een metrostation te bouwen bij Canary Wharf en in het tracébesluit van 1992 werd vastgelegd dat dit via Canning Town met Stratford zou worden verbonden als onderdeel van de Jubilee Line Extension (JLE). De oosttak van de DLR zou eveneens bij Canning Town een station krijgen, maar in plaats van een eigen station werd op de locatie van het station uit 1847 een gecombineerd station gebouwd voor zowel de DLR als de JLE. 
De oosttak van de DLR, naar Beckton, werd in maart 1994 geopend echter zonder te stoppen bij Canning Town. Het eerste deel van het nieuwe station werd op 29 oktober 1995 geopend langs de North London Line. Op 5 maart 1998 gingen de perrons van de DLR open voor reizigersverkeer en op 14 mei 1999 volgde, een verdieping lager, het perron van de Jubilee Line waarmee het station ook officieel geopend werd. Op 2 december 2005 werd het deel van de North London Line ten zuiden van het station gekoppeld aan de DLR die toen tot via London City Airport naar King George V (North Woolwich) ging rijden. Op 9 december 2006 werd de North London Line tussen Canning Town en Station Stratford International door de DLR overgenomen van National Rail. Het perron langs de North London Line werd gesloten voor de ombouw tot DLR, hetgeen op 31 augustus 2011 gereed was. 
In oktober 2019 hield Extinction Rebellion een protestactie op het station waardoor de diensten tijdens de spits werden stopgezet. Hierop trokken reizigers de demonstranten uit de treinen.

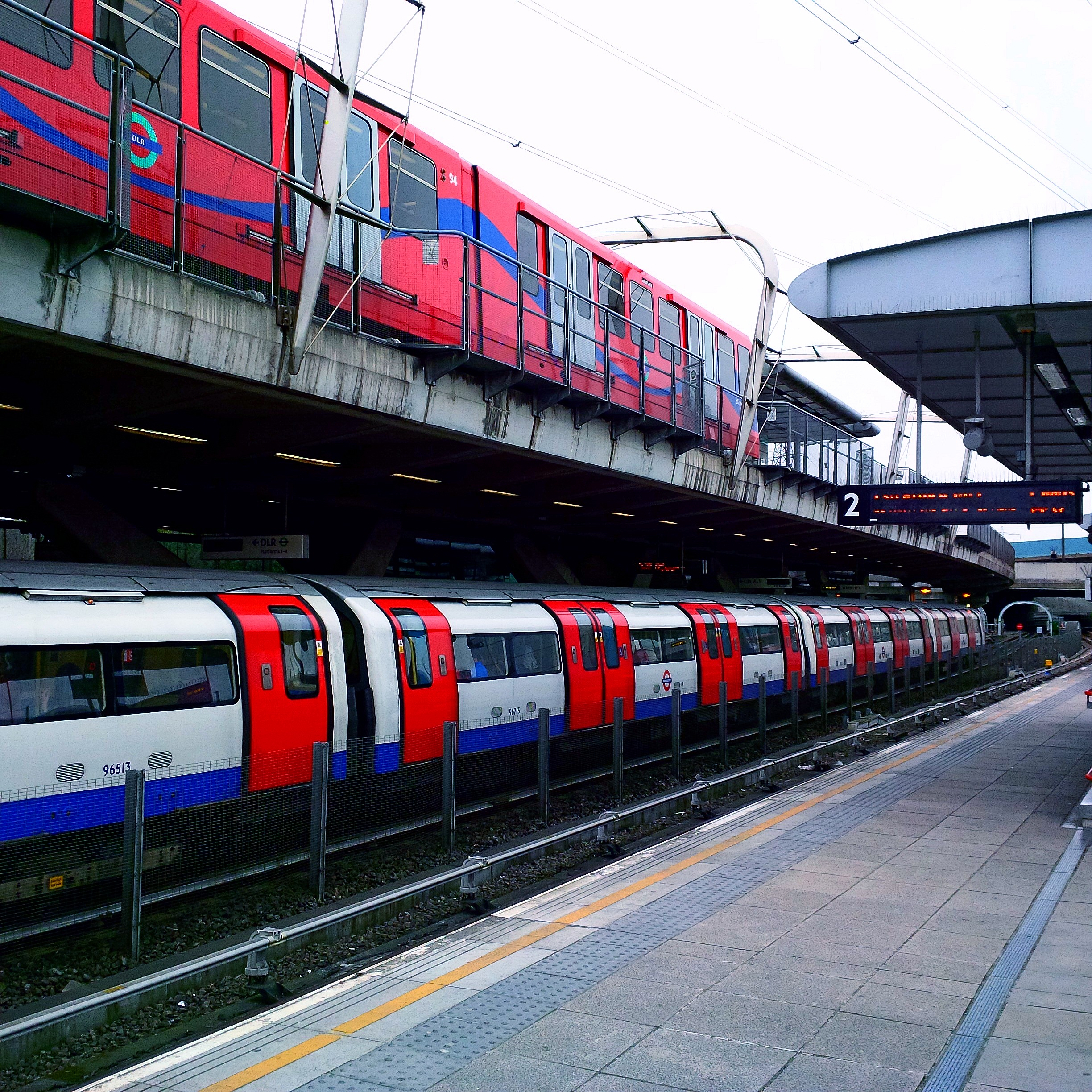
DLR en Jubilee Line gestapeld, gezien vanaf het oostelijke eilandperron.
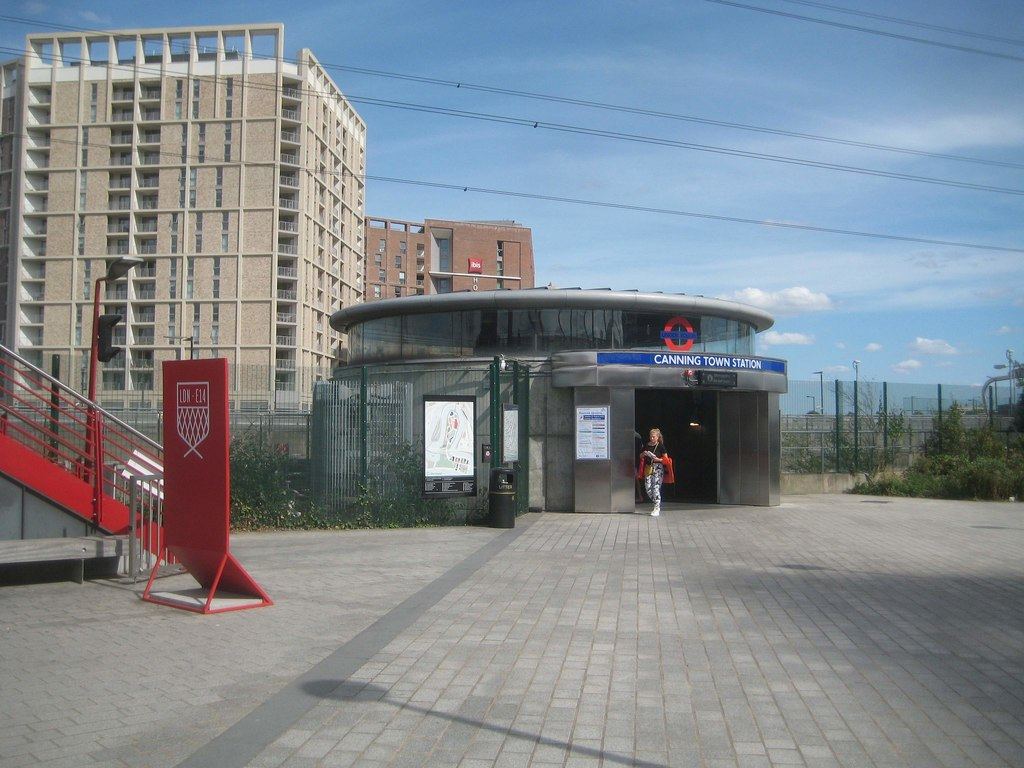
De westelijke ingang op 29 augustus 2019
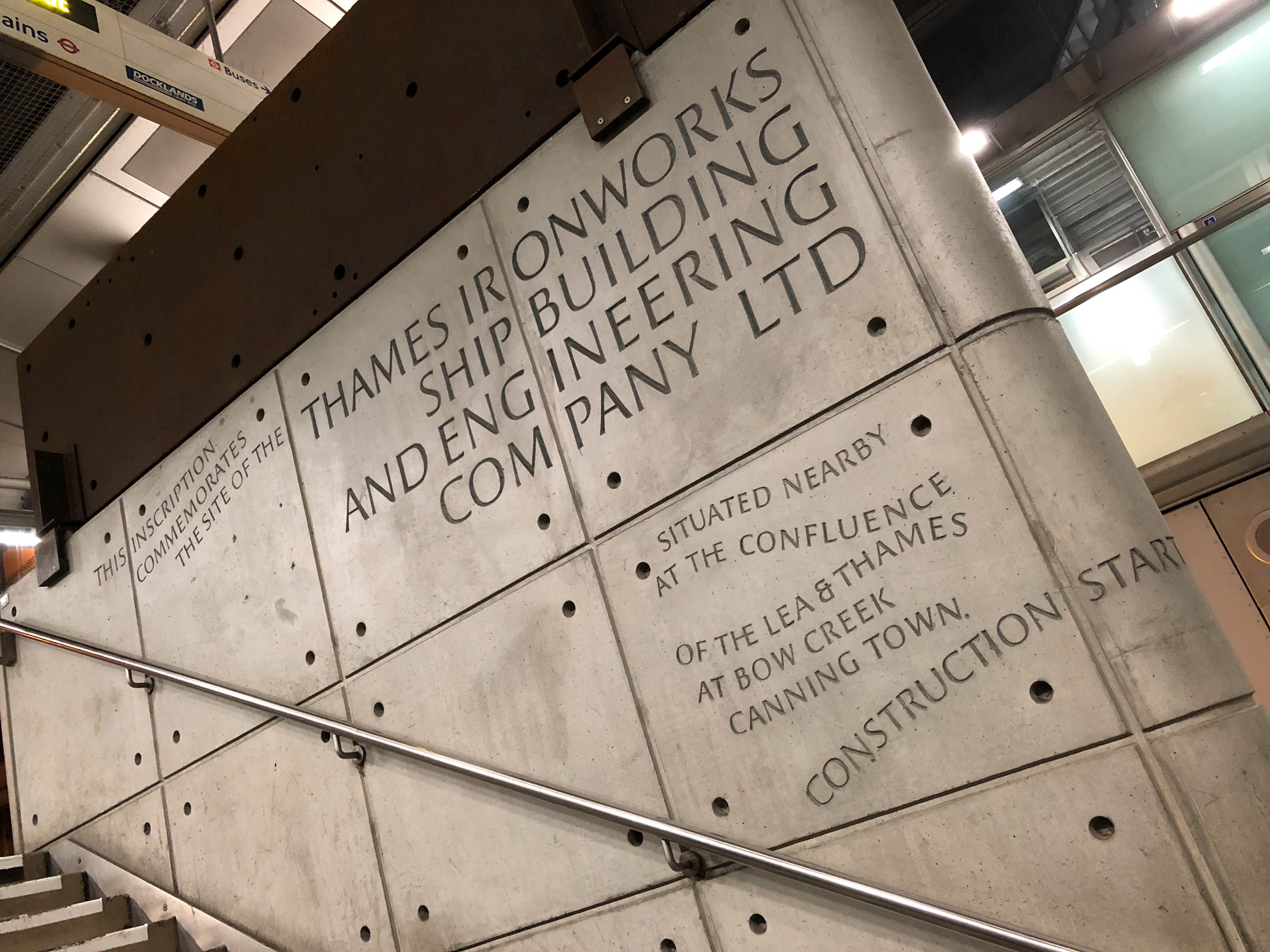
Het kunstwerk langs de trap

## Ligging en inrichting
Het gecombineerde station aan de zuidkant van de A13 langs de Silvertown Way werd ontworpen door Troughton McAslan. Ondergronds ligt een hal over de volle breedte die verbonden is met alle perrons en het busstation door roltrappen, trappen en liften, waarmee het station geheel rolstoeltoegankelijk is. Het busstation ligt op het stationsplein aan de oostkant met 7 haltes rond een bovengrondse hal met doorgangen bij de haltes. Het eilandperron uit 1995 ligt naast het busstation en werd tot 2006  gebruikt door de North London Line. Sinds 2011 is het ingebruik door de DLR tak naar Stratford International. Aan de westkant liggen twee eilandperrons boven elkaar, het onderste wordt bediend door de Jubilee Line, het bovenste door de oost-west routes van de DLR. In februari 1998 onthulde de aartsbisschop van Canterbury, George Carey, die in de buurt opgroeide, een kunstwerk van de hand van Richard Kindersley. Het kunstwerk op een van de wanden langs de trappen herrinnert aan de Thames Iron Works die zich in deze buurt bezighielden met scheepsbouw en metaalbewerking.

## Reizigersdienst

### Jubilee Line
De normale dienst in de daluren omvat:
- 18 metro's per uur in oostelijke richting naar Stratford.
- 12 metro's per uur westwaarts naar Stanmore.
- 6 metro's per uur in westelijke richting naar Wembley Park.

Night Tube- diensten rijden elke 10 minuten op de hele lijn op vrijdag- en zaterdagavond. 
- 6 metro's per uur Stanmore – Stratford

### Docklands Light Railway
De normale dienst in de daluren omvat:
- 12x per uur westwaarts naar Bank of Tower Gateway.
- 12x per uur in oostelijke richting naar Beckton.
- 6x per uur in westelijke richting naar Stratford International.
- 6x per uur in oostelijke richting naar Woolwich Arsenal.

Tijdens de spits geldt een hogere frequentie:
- 15× per uur in westelijke richting naar Bank of Tower Gateway.
- 7,5× per uur in oostelijke richting naar Beckton.
- 7,5× per uur in westelijke richting naar Stratford International.
- 15× per uur in oostelijke richting naar Woolwich Arsenal.

De reizigersaantallen van dit station op de DLR, in miljoenen passagiers:
| Jaar | Reizigers                                              |
| ---- | ------------------------------------------------------ |
| 2019 | 13,568                                                 |
| 2020 | 10,786                                                 |
| 2021 | 13,622                                                 |
| 2023 | geen apart cijfer bekend, vervat in cijfer Underground |

Stanmore ·
Canons Park ·
Queensbury ·
Kingsbury ·
Wembley Park ·
Neasden ·
Dollis Hill ·
Willesden Green ·
Kilburn ·
West Hampstead ·
Finchley Road ·
Swiss Cottage ·
St. John's Wood ·
Baker Street ·
Bond Street ·
Green Park ·
Westminster ·
Waterloo ·
Southwark ·
London Bridge ·
Bermondsey ·
Canada Water ·
Canary Wharf ·
North Greenwich ·
Canning Town ·
West Ham ·
Stratford